# Тютекин, Виктор Васильевич
Виктор Васильевич Тютекин (1928—2021) — советский и российский учёный, главный научный сотрудник Акустического института имени академика Н. Н. Андреева, доктор физико-математических наук (1968), профессор (1972), заслуженный изобретатель РСФСР (1989), награждён орденом «Знак Почёта». Им получено более 50 авторских свидетельств на изобретения, более половины из которых внедрены . Был членом  член редколлегии журнала, позднее —  редакционного совета Акустического журнала.

## Биография
Обучался в Горьковском государственном университете.  Дипломную работу,  посвященную распространению звука в подводном звуковом канале, выполнил в акустической лаборатории ФИАН под руководством Л.М. Бреховских. В 1952 году окончил радиофизический факультет Горьковского государственного университета и поступил  в аспирантуру ФИАН, которую успешно заканчивает в 1955 году защитой кандидатской диссертации. Его научными руководителями были Ю.М. Сухаревский и Г.Д. Малюжинец. С 1955 года до конца жизни работал в Акустическом институте им. академика Н.Н. Андреева, должности от младшего научного сотрудника до заведующего отделом.
Преподавал на кафедре физической и прикладной акустики МФТИ. Умер 30 декабря 2021 года.

## Научная деятельность и достижения
Занимался развитием  средств снижения шумности – разработок звуко- и вибропоглощающих покрытий, созданием  искусственных акустических сред. Созданные им специальные гидроакустические покрытия, совмещающие в себе звукопоглощение, звукоизоляцию и вибродемпфирование, нашли широкое практическое применение. Им был открыт (совместно с М.А. Исаковичем и В.И. Кашиной) эффект волноводной изоляции.
Автор метода решения тензорного уравнения Рикатти для матрицы упругих импедансов. Его методом были рассчитаны импедансы радиально неоднородных цилиндрических волноводов, решены задачи дифракции звука на замкнутых оболочках вращения. Выполнил детальный анализ специальных волн в цилиндрически-симметричных волноводах — спирально-винтовых волн, позволивший по-другому увидеть и понять процессы распространения. Многие научные исследования — в области оборонной тематики.

## Труды
- Миронов М. А., Сизов И. И., Горенберг А. Я., Солнцева B. C., Тютекин В. В., Каменец Ф. Ф. Акустические волноводы. М.: Изд-во МФТИ, 2003. С. 915.

### Избранные статьи
- Энергетические соотношения для акустических волноводов / В. В. Тютекин, Ю. И. Бобровницкий. // Докл. АН СССР, 285:4 (1985), 878—882
- Численные исследования свободных и вынужденных колебаний в сжимаемой среде замкнутых упругих моментных оболочек вращения . / А. А. Абрамов , Н. Б. Конюхова, Б. С. Парийский, В. Ю. Приходько, В. В. Тютекин. // ЖВМиМФ, 29:5 (1989), 747—764
- Активное гашение звуковых полей методом пространственных гармоник / А. А. Мазанников, В. В. Тютекин, М. В. Федорюк //  Акуст. журн., 25:5 (1980), 759—763.
- Мачевариани М. М., Тютекин В. В., Шкварников А. П. Импедансный метод расчета характеристик упругих слоисто-неоднородных сред // Акуст. Журн. — 1971. — Т 17, вып. 1. — C. 97-102.